# 杉生山
杉生山（すぎうやま）は、徳島県那賀郡那賀町にある山である。標高1,266.2m。

## 地理
高ノ瀬峡を挟んで石立山と対峙し、旧木頭村の西部に位置。旧木頭村の平集落の北東にある。
次郎笈から東方に延び、旧木沢村と木頭村の村境をなす山稜からさらに南へ櫛の歯のように平行して派生する最初の山稜の先端に当たる。
高ノ瀬峡の東側の山で、この谷の木材は1897年（明治30年）に殆ど伐採された。現在、頂上までスギの人工林である。